# Maria di Borbone (1315-1387)
Maria di Borbone (1315 – Napoli, 1387) fu Principessa titolare consorte di Galilea dal 1330 al 1343 e Principessa consorte di Acaia e Imperatrice titolare consorte di Costantinopoli dal 1347 al 1364.

## Origine
Maria, sia secondo la Histoire du Bourbonnais et des Bourbons qui l'ont possédé, Volume 1, che secondo la Histoire généalogique et chronologique de la maison royale de France era figlia del Signore e poi primo duca di Borbone, conte di Clermont e conte di La Marche, Luigi I e della moglie, Maria di Avesnes, che, secondo il capitolo n° 78a della Chronologia Johannes de Beke era figlia del Conte di Hainaut e conte d'Olanda e di Zelanda Giovanni e della moglie, Filippa di Lussemburgo (1252-6 aprile 1311), che sempre secondo la Chronologia Johannes de Beke, era figlia di Enrico V di Lussemburgo e Marguerite di Bar (1220-1275).
Luigi I di Borbone, sia secondo la Histoire du Bourbonnais et des Bourbons qui l'ont possédé, Volume 1, che secondo la Histoire généalogique et chronologique de la maison royale de France era il figlio primogenito del di Roberto, conte di Clermont, e della contessa di Charolais ed erede della Signoria di Borbone, Beatrice, che, secondo la Histoire généalogique des ducs de Bourgogne de la maison de France, era l'unica figlia del conte di Charolais, Giovanni di Borgogna e della dama di Borbone, Agnese.

## Biografia
Secondo la Histoire de l'île de Chypre sous le règne des princes de la maison de Lusignan, Volume 2 il 29 novembre 1328, nel castello di Bourbon venne redatto il contratto di matrimonio tra Maria e Guido di Lusignano, Principe titolare di Galilea e figlio primogenito del re di Cipro Ugo IV e della prima moglie Maria d'Ibelin, dopo che nel mese di marzo di quello stesso anno, Ugo IV aveva provveduto a designare i procuratori che avrebbero dovuto recarsi in Francia per organizzare il matrimonio del proprio figlio primogenito, Guido. Nel febbraio del 1329, i Bardi di Firenze annunciarono di aver ricevuto da Luigi I 13000 fiorini, in garanzia della dote di Maria, che saranno restituiti, nel 1332; nel luglio di quell'anno, venne organizzato il viaggio di Maria, con quattro galee dal porto di Aigues-Mortes a Cipro e deciso gli accompagnatori; anche la Chroniques d'Amadi et de Strambaldi. T. 1 riporta che Maria intraprese il viaggio, nel 1229 ed arrivò a Famagosta nel mese di gennaio (1330) e che il matrimonio venne celebrato a Nicosia. Il matrimonio venne celebrato nella chiesa di Santa Sofia a Nicosia alla fine di gennaio 1330; il 24 gennaio Ugo IV approvava il matrimonio, ed il 31 gennaio 1330, Ugo IV assegnò una controdote a Maria, definendola sua nuora, moglie di Guido.
Maria fu principessa di Galilea, in quanto il marito, Guido aveva ereditato dalla famiglia della madre il titolo di Principe titolare di Galilea. 
Nel 1338 suo marito, Guido, divenne connestabile di Cipro.
Maria rimase vedova, nel 1343; suo marito, Guido, morì nell'estate di quell'anno, come si può arguire dalla lettera di condoglianze di papa Clemente VI, datata 24 settembre 1343 (non consultata).
A Maria non venne permesso di lasciare Cipro fino al 1346 per ordine del suocero.
Lasciata l'isola, nel 1347 si stabilì con il suo unico figlio dato a Guido a Napoli dove venne accolta dalla regina Giovanna I di Napoli.
Il 9 settembre 1347 sposò suo cugino Roberto di Taranto, Principe di Acaia, Imperatore titolare di Costantinopoli ed anche capitano generale dell'esercito del Regno di Napoli, figlio di Filippo I d'Angiò, principe di Taranto, despota dell'Epiro e principe d'Acaia e di Caterina II di Valois, Imperatrice titolare dell’impero latino di Costantinopoli e fratello di Luigi di Taranto, secondo marito della regina Giovanna.
Roberto era stato anche principe di Taranto, titolo che aveva ceduto al fratello, Filippo, quando, nel 1346, era succeduto alla madre come imperatore latino; ed era stato anche Re d'Albania, titolo che, nel 1332, aveva ceduto a Giovanni di Gravina.
Il primo marito della regina Giovanna era stato Andrea, duca di Calabria, barbaramente assassinato, nel 1345, e Giovanna fu infatti accusata di non essere estranea all'assassinio del primo marito; il 3 novembre 1347 Luigi I d'Ungheria, fratello di Andrea, invase il regno di Napoli per vendicare il fratello; mentre Giovanna e il suo secondo marito Luigi riuscirono a fuggire da Napoli, rifugiandosi ad Avignone, Roberto venne arrestato a Aversa, e, nel 1348, fu condotto prigioniero in Ungheria, potendo fare ritorno a Napoli solo nel 1352. Maria e Roberto vissero alcuni anni separati e Maria rivide il marito nel mese di marzo 1352.
Maria seguì il marito, Roberto in Morea, essendo egli Principe di Acaia, titolo che aveva acquistato da Giovanni di Gravina, nel 1332; Roberto le assegnò diversi feudi a Corfù e Cefalonia, oltre il feudo di Kalamata.
Dopo aver affidato diversi feudi a Niccolò Acciaiuoli, Maria e Roberto fecero ritorno a Napoli.
Il 10 settembre 1364 Maria si ritrovò vedova, per la seconda volta; la corona imperiale andò al fratello di Roberto, Filippo, per volere dello stesso Roberto, dato che non aveva avuto figli; mentre per la Morea, Maria ed il figlio avuto dal primo marito, Ugo, nel 1366, si recarono in Grecia con un esercito di ciprioti e provenzali, per far valere i loro diritti; la guerra civile durò circa quattro anni e si concluse con un accordo, a cui contribuì anche il conte di Savoia, Amedeo VI il Conte Verde: Maria ed Ugo mantennero solo il feudo di Kalamata, lasciando il principato di Acaia a Filippo in cambio di una somma di denaro; la pace era stata anche agevolata dal fatto che, nel 1369 era morto il re di Cipro, Pietro II e Ugo era corso a Cipro per rivendicare il trono.
Maria aveva venduto il titolo al cognato Filippo, mantenendo per sé stessa solo il feudo di Calamata, in cambio di 6000 monete d'oro annue per aiutare il figlio impegnato militarmente ad ottenere il trono di Cipro.
Ugo morì a Cipro tra il 1385 ed il 1386; Maria morì a Napoli, nel 1387 e fu tumulata nella Basilica di Santa Chiara, Napoli. Prima di morire, Maria (domine Marie de Borbonio, imperatricis Constantinopolitane) fece testamento lasciava tutto al nipote Luigi II, duca di Borbone (dominum Ludovicum ducem de Borbonio, comitem Claromontis et Foresii parem et camerarium Francie nepotem suum), incluse le pertinenze del defunto figlio Ugo Principe di Galilea (quondam domini Hugonis de Lisiniano, filii sui, principis Galilee) nel regno di Cipro (in regno Cypri).

## Figli
Con il primo marito, Ugo, Maria ebbe un figlio:
- Ugo (1335-1386)[29], Principe titolare di Galilea e Principe di Acaia.

Con il secondo marito, Roberto, Maria non ebbe figli.

## Ascendenza
|                              |                      |                              | Genitori                           |  |  | Nonni |  |  | Bisnonni            |  |  | Trisnonni             |  |
|                              |                      |                              |                                    |  |  |       |  |  | Luigi IX di Francia |  |  | Luigi VIII di Francia |  |
|                              |                      |                              |                                    |  |  |       |  |  | Luigi IX di Francia |  |  | Luigi VIII di Francia |  |
|                              |                      | Bianca di Castiglia          |                                    |  |  |       |  |  | Luigi IX di Francia |  |  |                       |  |
| Roberto di Clermont          |                      |                              |                                    |  |  |       |  |  | Luigi IX di Francia |  |  |                       |  |
|                              |                      | Margherita di Provenza       | Raimondo Berengario IV di Provenza |  |  |       |  |  |                     |  |  |                       |  |
|                              |                      | Margherita di Provenza       | Raimondo Berengario IV di Provenza |  |  |       |  |  |                     |  |  |                       |  |
|                              |                      | Margherita di Provenza       | Beatrice di Savoia                 |  |  |       |  |  |                     |  |  |                       |  |
| Luigi I di Borbone           |                      | Margherita di Provenza       |                                    |  |  |       |  |  |                     |  |  |                       |  |
|                              |                      | Giovanni di Borgogna-Borbone | Ugo IV di Borgogna                 |  |  |       |  |  |                     |  |  |                       |  |
|                              |                      | Giovanni di Borgogna-Borbone | Ugo IV di Borgogna                 |  |  |       |  |  |                     |  |  |                       |  |
|                              |                      | Giovanni di Borgogna-Borbone | Yolanda di Dreux                   |  |  |       |  |  |                     |  |  |                       |  |
| Beatrice di Borgogna-Borbone |                      | Giovanni di Borgogna-Borbone |                                    |  |  |       |  |  |                     |  |  |                       |  |
|                              |                      | Agnese di Borbone-Dampierre  | Arcimbaldo IX di Borbone           |  |  |       |  |  |                     |  |  |                       |  |
|                              |                      | Agnese di Borbone-Dampierre  | Arcimbaldo IX di Borbone           |  |  |       |  |  |                     |  |  |                       |  |
|                              |                      | Agnese di Borbone-Dampierre  | Iolanda di Châtillon-Nevers        |  |  |       |  |  |                     |  |  |                       |  |
| Maria di Borbone             |                      | Agnese di Borbone-Dampierre  |                                    |  |  |       |  |  |                     |  |  |                       |  |
|                              | Giovanni I d'Avesnes | Burcardo d'Avesnes           |                                    |  |  |       |  |  |                     |  |  |                       |  |
|                              | Giovanni I d'Avesnes | Burcardo d'Avesnes           |                                    |  |  |       |  |  |                     |  |  |                       |  |
|                              | Giovanni I d'Avesnes | Margherita II delle Fiandre  |                                    |  |  |       |  |  |                     |  |  |                       |  |
| Giovanni I di Hainaut        | Giovanni I d'Avesnes |                              |                                    |  |  |       |  |  |                     |  |  |                       |  |
|                              |                      | Adelaide d'Olanda            | Fiorenzo IV d'Olanda               |  |  |       |  |  |                     |  |  |                       |  |
|                              |                      | Adelaide d'Olanda            | Fiorenzo IV d'Olanda               |  |  |       |  |  |                     |  |  |                       |  |
|                              |                      | Adelaide d'Olanda            | Matilde di Brabante                |  |  |       |  |  |                     |  |  |                       |  |
| Maria di Avesnes             |                      | Adelaide d'Olanda            |                                    |  |  |       |  |  |                     |  |  |                       |  |
|                              |                      | Enrico V di Lussemburgo      | Valerano III di Limburgo           |  |  |       |  |  |                     |  |  |                       |  |
|                              |                      | Enrico V di Lussemburgo      | Valerano III di Limburgo           |  |  |       |  |  |                     |  |  |                       |  |
|                              |                      | Enrico V di Lussemburgo      | Ermesinda di Lussemburgo           |  |  |       |  |  |                     |  |  |                       |  |
| Filippa di Lussemburgo       |                      | Enrico V di Lussemburgo      |                                    |  |  |       |  |  |                     |  |  |                       |  |
|                              |                      | Margherita di Bar            | Enrico II di Bar                   |  |  |       |  |  |                     |  |  |                       |  |
|                              |                      | Margherita di Bar            | Enrico II di Bar                   |  |  |       |  |  |                     |  |  |                       |  |
|                              |                      | Margherita di Bar            | Filippa di Dreux                   |  |  |       |  |  |                     |  |  |                       |  |
|                              |                      | Margherita di Bar            |                                    |  |  |       |  |  |                     |  |  |                       |  |

### Fonti primarie
- (LA)  Chronologia Johannes de Bek.
- (LA)  (FR)  Titres de la maison ducale de Bourbon, tome premier
- (LA)  (FR)  Histoire de l'île de Chypre sous le règne des princes de la maison de Lusignan, Volume 2

### Letteratura storiografica
- K.M. Setton, I latini in Grecia e nell'Egeo, dalla quarta crociata alla fine del medioevo, cap. XVI, vol. III (L'impero bizantino) della Storia del Mondo Medievale, 1999, pp. 619–658.
- Romolo Caggese, Italia, 1313-1414, cap. VII, vol. VI (Declino dell'impero e del papato, e la nascita del mondo moderno) della Storia del Mondo Medievale, 1999, pp. 297–331.
- (EN)  The Latins in the Levant, a history of Frankish Greece (1204-1566).
- (IT)  Chroniques d'Amadi et de Strambaldi. T. 1.
- (FR)  Histoire généalogique des ducs de Bourgogne de la maison de France.
- (FR)  Histoire généalogique et chronologique de la maison royale de France, Ducs de Bourbon.
- (FR)  #ES Histoire du Bourbonnais et des Bourbons qui l'ont possédé, Volume 1.